# Вечерино (Дубровенский район)
Вечерино (бел. Вячэ́рына) — деревня в Дубровенском районе Витебской области Республики Беларусь. В составе Добрынского сельсовета.

## География
Ближайшие населённые пункты Глебово, Сватошицы и др.

### Гидрография
На окраине деревни протекает река Дубровенка.

## История
Известна с 1607 года. В 1910 году в Сватошицкой волости Горецкого уезда Могилёвской губернии.
В 1915 году действует земское училище.
До 16 сентября 1957 года деревня входила в состав  Добрынского сельсовета, до 17 июля 1964 года — в состав Малабаховского сельсовета.

## Население

### Численность
- 2009 год — 10 человек

### Динамика
- 1857 год — 120 человек[5]
- 1897 год — 181 человек, 33 хаты, школа
- 1910 год — 45 дворов, 96 муж., 87 жен.[2]
- 1999 год — 34 человек (перепись населения)
- 2009 год — 10 человек (перепись населения)[2]

## Улицы
- Заречная
- Полевая